# رولاند ساندبرغ
رولاند ساندبرغ (بالسويدية: Roland Sandberg)‏ (مواليد 16 ديسمبر 1946) هو لاعب كرة قدم. يلعب مع منتخب السويد لكرة القدم. سبق له أن لعب في كأس العالم لكرة القدم مع منتخب بلاده.

## روابط خارجية
- رولاند ساندبرغ على موقع الاتحاد الدولي (مؤرشف)  (الإنجليزية)
- رولاند ساندبرغ على موقع الاتحاد الأوربي (الإنجليزية)
- رولاند ساندبرغ على موقع قاعدة بيانات كرة القدم.إي يو (الإنجليزية)
- رولاند ساندبرغ على موقع بيانات كرة القدم. دي إي (الألمانية)
- رولاند ساندبرغ على موقع ناشيونال فوتبول تيمز (الإنجليزية)
- رولاند ساندبرغ على موقع عالم كرة القدم.نت (الإنجليزية)